# Леонг Ка Хань
Леонг Ка Хань (кит. трад.: 梁嘉恆; ютпхін: Loeng Gaa Hang; нар. 22 листопада 1992, Макао) — маканський футболіст, що грає на позиції нападника уклубі «Чао Пак Кей», а також збірній Макао.

## Клубна кар'єра
Леонг Ка Хань розпочав грати у футбол у маканському клубі «Віндзор Арч Ка І». У 2009 році він перейшов до маканської команди «МФА Девелопмент», створеної для надання ігрової практики молодим футболістам. У сезоні 2013—2014 років Леонг Ка Хань грав за маканський клуб «Монте-Карло», у2013 році став чемпіоном Макао. У 2014—2016 роках футболіст перейшов до гонконзького клубу «Тай По». У 2016—2018 роках маканський нападник грав у іншому гонконзькому клубі «Гонконг Пегасус». З 2018 року Леонг Ка Хань грав в гонконзькому клубі «Лі Ман». У 2022 році футболіст знову грав у клубі «Монте-Карло», а з 2023 року грає в маканському клубі «Чао Пак Кей».

## Виступи за збірну
У 2008 році Леонг Ка Хань дебютував у складі молодіжної збірної Макао, у якій грав до 2015 року. У 2010 році він дебютував у складі головної збірної Макао. У складі збірної грав у відбіркових турнірах Кубка виклику АФК та чемпіонату світу, в яких відзначався забитими м'ячами. На середину грудня зіграв у складі збірної 32 матчі, в яких відзначився 12 забитими м'ячами.